# Capitaux de la SNCV dans la province de Flandre-Occidentale
Pour les services passagers voir Lignes de tramway de la SNCV dans la province de Flandre-Occidentale.
Capitaux de la Société nationale des chemins de fer vicinaux (SNCV) dans la province de Flandre-Occidentale.

## 2 (311) «Ostende - Nieuport - Furnes»
Plan du capital
Lignes (services voyageurs) l'utilisant
Mise en service :
Les sections portant la mention « ⚡ » ont été mises en service en traction électrique.
| Date            | Section                                       |
| --------------- | --------------------------------------------- |
| 13 juillet 1885 | Ostende-Ville - Middelkerke village ;         |
| 15 juillet 1885 | Middelkerke village - Nieuport Ville ;        |
| 22 juillet 1886 | Nieuport Ville - Furnes Gare ;                |
| 8 juin 1930     | ⚡ Ostdunkerque Village - Ostdunkerque Bains. |

Électrification :
| Date            | Section                                |
| --------------- | -------------------------------------- |
| 16 juillet 1929 | Furnes Gare - Coxyde Village ;         |
| 8 juin 1930     | Coxyde Village - Ostdunkerque Village. |

Fermeture :
Type : F suppression du service fret ; V suppression du service voyageurs ; TT fermeture à tout-trafic et type de trafic F fret / V voyageurs restant au moment de la fermeture à tout trafic.
| Date     | Type      | Section |
| -------- | --------- | --- |
| 1941     | V         | Coxyde Village - Coxyde Bains ; Coxyde Village - Nieuport Astridlaan / Kaai ; Lombardsijde Village - Ostende Dépôt ; |
| 1941     | TT (V, F) | Furnes Pannestraat / Noordstraat - Coxyde Village ;                                                                  |
| Ligne 20 | TT (V, F) | Furnes Pannestraat / Noordstraat - Furnes Gare.                                                                      |

Dépôts et stations
Furnes, Ostende.

## 29 (314) «Furnes - Ypres»
Longueur 36,9 km.
Plan du capital
Lignes (services voyageurs) l'utilisant
Mise en service :
Les sections portant la mention « ⚡ » ont été mises en service en traction électrique.
| Date            | Section                    |
| --------------- | -------------------------- |
| 15 juillet 1889 | Ypres Gare - Furnes Gare ; |

Fermeture :
Type : F suppression du service fret ; V suppression du service voyageurs ; TT fermeture à tout-trafic et type de trafic F fret / V voyageurs restant au moment de la fermeture à tout trafic.
| Date            | Type | Section                    |
| --------------- | ---- | -------------------------- |
| 4 octobre 1952  | V    | Ypres Gare - Furnes Gare ; |
| 30 janvier 1953 | TTF  | Ypres Gare - Furnes Gare.  |

Dépôts et stations
Ypres.

## 37 (313) «Bruges - L'Écluse - Heist»
Plan du capital
Lignes (services voyageurs) l'utilisant

## 41 (316) «Courtrai - Wervik - Menin»
Longueur 29,1 km.
Plan du capital
Lignes (services voyageurs) l'utilisant
Mise en service :
Les sections portant la mention « ⚡ » ont été mises en service en traction électrique.
| Date            | Section |
| --------------- | --- |
| 9 décembre 1892 | Ledegem Station - Menin ; |
| 13 février 1893 | Courtrai Gare - Ledegem Station (dont la boucle de la gare Louis Robbeplein - Gare - Louis Robbeplein) ; Geluwe Dépôt - Wervicq Gare ; |
| 16 avril 1933   | ⚡ Bissegem Place - Menin Grand-Place ; ⚡ Courtrai Gare - Sint-Jansput via Grand-Place.                                               |

Électrification :
| Date           | Section                                                                   |
| -------------- | ------------------------------------------------------------------------- |
| 2 octobre 1932 | Menin Grand-Place - Geluwe Dépôt ;                                        |
| 27 mars 1933   | Courtrai Louis Robbeplein - Gare - Louis Robbeplein (boucle de la gare) ; |
| 16 avril 1933  | Courtrai Louis Robbeplein - Bissegem Place ;                              |

Fermeture :
Type : F suppression du service fret ; V suppression du service voyageurs ; TT fermeture à tout-trafic et type de trafic F fret / V voyageurs restant au moment de la fermeture à tout trafic.
| Date              | Type  | Section                                                                           |
| ----------------- | ----- | --------------------------------------------------------------------------------- |
| 15 avril 1933     | V     | Courtrai Gare - Louis Robbeplein ;                                                |
| 16 décembre 1942  | TTF,V | Geluwe Dépôt - Wervicq Gare, ;                                                    |
| 16 septembre 1949 | TTF,V | Moorsele - Geluwe Dépôt, ;                                                        |
| 22 mai 1954       | TTF,V | Menin Grand-Place - Geluwe Dépôt, ;                                               |
| 21 mai 1955       | V     | Bissegem Place - Moorsele ;                                                       |
| 29 août 1955      | TTF   | Bissegem Place - Moorsele ;                                                       |
| 14 novembre 1957  | TTF   | Courtrai Gare - Louis Robbeplein ;                                                |
| 14 novembre 1957  | TTF,V | Courtrai Gare - Sint-Jansput via Grand-Place ; Courtrai Gare - Menin Grand-Place. |

Ligne(s) ayant inaugurée(s) ou cloturée(s) la section
1. 1 2 3 4 5 6  Ligne 366 Courtrai - Geluwe.
2. 1 2 3 4 5  Ligne KM Courtrai - Menin.
3. ↑  Ligne MM Mouscron - Geluwe.
4. ↑  Ligne D Courtrai - Deerlijk.
5. ↑  Ligne D Courtrai - Deerlijk, 365 Courtrai - Aarsele et 366 Courtrai - Geluwe.
6. ↑  Ligne KM Courtrai - Menin et MM Mouscron - Geluwe.

## 85 (319) «Aarsele - Courtrai - Mouscron - Menin»
Concession le 8 septembre 1897 ; longueur 50,9 km.
Plan du capital
Lignes (services voyageurs) l'utilisant
Mise en service :
Les sections portant la mention « ⚡ » ont été mises en service en traction électrique.
| Date             | Section                                              |
| ---------------- | ---------------------------------------------------- |
| 1er mai 1900     | Courtrai Porte de Menin - Wakken ;                   |
| 8 août 1900      | Mouscron Gare - Menin Grand-Place ;                  |
| 15 juin 1902     | Courtrai Gare (Doorniksewijk) - Mouscron Gare ;      |
| 14 mai 1906      | Wakken - Aarsele Gare ;                              |
| 24 mai 1906      | Mouscron L'Ours - Mouscron (Mont-à-Leux) Frontière ; |
| 24 décembre 1932 | ⚡ Mouscron Christ - La Planche.                     |

Électrification :
| Date            | Section                                         |
| --------------- | ----------------------------------------------- |
| 19 juin 1932    | Mouscron Risquons-Tout - Menin Baraklen ;       |
| 3 juillet 1932  | Mouscron Gare - Mouscron Risquons-Tout ;        |
| 10 juillet 1932 | Menin Baraklen - Menin Grand-Place ;            |
| 16 avril 1933   | Courtrai Sint-Jansput - Porte de Menin ;        |
| 25 mai 1939     | Courtrai Gare (Doorniksewijk) - Mouscron Gare ; |

Fermeture :
Type : F suppression du service fret ; V suppression du service voyageurs ; TT fermeture à tout-trafic et type de trafic F fret / V voyageurs restant au moment de la fermeture à tout trafic.
| Date              | Type | Section |
| ----------------- | ---- | --- |
| 30 septembre 1954 | V    | Mouscron Christ - La Planche ;                                                                               |
| 25 octobre 1954   | V    | Mouscron L'Ours - Menin Grand-Place ;                                                                        |
| 31 janvier 1955   | V    | Courtrai Sint-Jansput - Aarsele Gare ;                                                                       |
| 14 novembre 1957  | V    | Courtrai Sint-Jansput - Porte de Menin ;                                                                     |
| 25 mai 1963       | V    | Courtrai Gare (Doorniksewijk) - Mouscron (Mont-à-Leux) Frontière via la gare de Mouscron et Mouscron L'Ours. |

Ligne(s) ayant inaugurée(s) ou cloturée(s) la section
1. 1 2 3  Ligne 365 Courtrai - Aarsele.
2. 1 2 3 4 5  Ligne MM Mouscron - Geluwe.
3. 1 2 3 4  Ligne KMx Courtrai - Mouscron.
4. 1 2  Ligne MP Mouscron Gare - La Planche.
5. 1 2  Ligne KM Courtrai - Menin.

## 115 (322) «Poperinge - Furnes - La Panne»
Longueur 46,2 km.
Plan du capital
Lignes (services voyageurs) l'utilisant
Mise en service :
Les sections portant la mention « ⚡ » ont été mises en service en traction électrique.
| Date             | Section |
| ---------------- | --- |
| 25 juillet 1901  | Furnes Pannestraat / Noordstraat - La Panne Terminus ; Furnes Rue de La Panne / Rue de Saint-Idesbald - Chaussée d'Ypres (contournement fret de Furnes) ; |
| 16 octobre 1905  | Poperinge Dépôt - Roesbrugge, ; |
| 1er juillet 1906 | Roesbrugge - Furnes Bulskampstraat. |

Électrification :
| Date          | Section                                               |
| ------------- | ----------------------------------------------------- |
| 1er août 1930 | Furnes Pannestraat / Noordstraat - La Panne Terminus. |

Fermeture :
Type : F suppression du service fret ; V suppression du service voyageurs ; TT fermeture à tout-trafic et type de trafic F fret / V voyageurs restant au moment de la fermeture à tout trafic.
| Date | Type   | Section |
| --- | ------ | --- |
| 7 septembre 1949                                                                                               | V      | Poperinge Dépôt - Roesbrugge ; |
| 1er février 1952                                                                                               | F      | Furnes Pannestraat / Noordstraat - La Panne Terminus ; Furnes Rue de La Panne / Rue de Saint-Idesbald - Chaussée d'Ypres (contournement fret de Furnes) ; |
| 10 août 1952                                                                                                   | V      | Roesbrugge - Furnes Bulskampstraat ; |
| 15 octobre 1953                                                                                                | TT (F) | Watou - Furnes Bulskampstraat ; |
| 5 septembre 1954                                                                                               | TT (V) | Furnes Pannestraat / Noordstraat - La Panne Dépôt ; |
| 12 juillet 1954                                                                                                | TT (F) | Poperinge Dépôt - Watou ; |
| Section La Panne Dépôt - Terminus (aujourd'hui Esplanade) toujours utilisée pour l'accès au dépôt de La Panne. |        | |

## 151 (328) «Courtrai - Bellegem - Pecq»
Concession le 29 juin 1906 ; longueur 18,8 km.
Plan du capital
Lignes (services voyageurs) l'utilisant
Mise en service :
| Date              | Section                               |
| ----------------- | ------------------------------------- |
| 27 septembre 1909 | Bellegem Kruisstraat - Pecq Village,. |
| 25 octobre 1909   | Pecq Village - Pecq Gare              |

Fermeture :
Type : F suppression du service fret ; V suppression du service voyageurs ; TT fermeture à tout-trafic et type de trafic F fret / V voyageurs restant au moment de la fermeture à tout trafic.
| Date              | Type  | Section                               |
| ----------------- | ----- | ------------------------------------- |
| mai 1940          | F, TT | Pecq Village - Pecq Gare ;            |
| 16 mai 1953       | V     | Bellegem Kruisstraat - Pecq Village ; |
| 29 septembre 1955 | F, TT | Bellegem Kruisstraat - Pecq Village.  |

Ligne(s) ayant inaugurée(s) ou cloturée(s) la section :
1. ↑  Ligne 372 Courtrai - Pecq.
2. ↑  Dont 4,2 km de voie à écartement mixte, voie normale et voie métrique, à quatre rails entre Espierres et Warcoing.
3. ↑  Ligne 406 Tournai - Courtrai.

## 166 (331) «Courtrai - Deerlijk - Berchem»
Longueur 24,3 km.
Plan du capital
Lignes (services voyageurs) l'utilisant
Mise en service :
| Date            | Section                                              |
| --------------- | ---------------------------------------------------- |
| 20 février 1912 | Courtrai Louis Robbeplein - Vichte via Grand-Place ; |
| 31 janvier 1922 | Vichte - Berchem Dépôt.                              |

Électrification :
| Date         | Section                                       |
| ------------ | --------------------------------------------- |
| 27 mars 1933 | Courtrai Louis Robbeplein - Deerlijk Église ; |
| 16 août 1933 | Deerlijk Église - Station.                    |

Fermeture :
Type : F suppression du service fret ; V suppression du service voyageurs ; TT fermeture à tout-trafic et type de trafic F fret / V voyageurs restant au moment de la fermeture à tout trafic.
| Date             | Type  | Section                                        |
| ---------------- | ----- | ---------------------------------------------- |
| 3 décembre 1942  | TTF,V | Deerlijk Station - Berchem Dépôt, ;            |
| 5 septembre 1957 | V     | Courtrai Louis Robbeplein - Deerlijk Station ; |
| 14 mars 1958     | TTF   | Courtrai Louis Robbeplein - Deerlijk Station.  |

Ligne(s) ayant inaugurée(s) ou cloturée(s) la section :
1. 1 2 3  Ligne de tramway 371 Deerlijk Station - Berchem Station-ÉtatlLigne ''371'' Deerlijk - Berchem.
2. 1 2 3  Ligne D Courtrai - Deerlijk.

## 193 (311) «Coxyde - La Panne»
Plan du capital
Lignes (services voyageurs) l'utilisant
Mise en service :
Les sections portant la mention « ⚡ » ont été mises en service en traction électrique.
| Date             | Section                         |
| ---------------- | ------------------------------- |
| 4 juillet 1909   | Coxyde Village - Coxyde Bains ; |
| 1er juillet 1914 | Coxyde Bains - La Panne.        |

Électrification :
| Date            | Section                         |
| --------------- | ------------------------------- |
| 16 juillet 1929 | Coxyde Village - Coxyde Bains ; |
| 23 juillet 1929 | Coxyde Bains - La Panne.        |

Fermeture :
Type : F suppression du service fret ; V suppression du service voyageurs ; TT fermeture à tout-trafic et type de trafic F fret / V voyageurs restant au moment de la fermeture à tout trafic.
| Date                                                                               | Type  | Section                         |
| ---------------------------------------------------------------------------------- | ----- | ------------------------------- |
| 1941                                                                               | V     | Coxyde Village - Coxyde Bains ; |
| 1er février 1952                                                                   | F     | Coxyde Bains - La Panne ;       |
| 1er février 1952                                                                   | F, TT | Coxyde Village - Coxyde Bains.  |
| Section Coxyde Bains - La Panne toujours utilisée par le tramway de la côte belge. |       |                                 |

Ligne(s) ayant inaugurée(s) ou cloturée(s) la section :
1. 1 2 3  Ligne 7 Furnes - Coxyde.
2. ↑  Fret seulement, il est peu probable que la ligne 7 Furnes - Coxyde ait inaugurée cette section ou qu'il y ait eu un quelconque service voyageurs avant le prolongement de la ligne 2 Ostende - La Panne, cette section est en effet ouverte le mois de déclenchement de la Première Guerre mondiale, d'autre part, il n'existe aucune source en attestant.
3. ↑  Ligne 2 Ostende - La Panne.